# Setophaga flavescens
La reinita de Bahamas (Setophaga flavescens), también denominada reinita de Todd, es una especie de ave de la familia Parulidae, en el género Setophaga. Es endémico de las Bahamas. El taxón fue agrupado anteriormente en la curruca amarilla (Setophaga dominica), hasta que la curruca de Bahama se elevó a una especie en 2011. El hábitat natural de la reinita de Bahama son los bosque de pinos en las islas Gran Bahama, Pequeña Ábaco y Gran Ábaco.